# Striatheca
Striatheca is een monotypisch geslacht van kevers uit de familie van de klopkevers (Anobiidae).

## Soort
- Striatheca lineata White, 1973